# Dynamite Cop
Dynamite Cop, conhecido no Japão como Dynamite Deka 2 (ダイナマイト刑事2, Dainamaito Deka Tsu) é um jogo eletrônico beat 'em up de 1998 publicado pela Sega e inicialmente lançado em arcades no hardware Sega Model 2. É a sequência do jogo de 1996, Dynamite Deka, que foi lançado fora do Japão como Die Hard Arcade. O jogo foi portado para o Dreamcast e lançado internacionalmente em 1999, desta vez sem a licença Die Hard. Uma terceira sequência, Asian Dynamite, foi lançada apenas nos arcades.

## Jogabilidade
Dynamite Cop é um beat 'em up 3D para até dois jogadores, nos quais os jogadores jogam como Bruno Delinger, Jean Ivy ou Eddie Brown e lutam através de níveis a bordo de um navio de cruzeiro e em uma ilha deserta para salvar a filha do presidente de um grupo de piratas modernos liderados por Wolf "White Fang" Hongo, o principal antagonista do primeiro jogo. O clássico jogo de arcade da Sega, Tranquilizer Gun (1980), está incluído como um jogo de bônus na versão de Dreamcast. Terminar todas as missões permitirá que você jogue Tranquilizer Gun um número ilimitado de vezes.

## Aparições em outros jogos
Seu personagem principal, Delinger, faz uma aparição em The House of the Dead 2 como um personagem jogável através de um item especial que pode ser obtido no modo original (presente nas versões domésticas de The House of the Dead 2). Bruno Delinger também aparece no Project X Zone como um personagem solo.
A montaria chicken-leg de Golden Axe faz uma aparição no estágio da ilha.

## Recepção
Jeff Chen analisou a versão de Dreamcast do jogo para a Next Generation, classificando-a com três estrelas de cinco, e afirmou que "Um título divertido, embora algo com aparência da última geração."
A versão de Dreamcast recebeu críticas "mistas" de acordo com o site agregador de críticas GameRankings. No Japão, a Famitsu deu uma pontuação de 30 em 40.